# Âm nhạc thời kỳ Trung cổ
Âm nhạc thời Trung cổ là những tác phẩm âm nhạc phương Tây được viết vào thời kỳ Trung cổ (khoảng 500–1400). Thời kỳ này bắt đầu với sự sụp đổ của Đế chế La Mã và kết thúc vào đầu thế kỷ 15. Thời điểm ra đời và sụp đổ của thời kỳ Trung cổ và sự bắt đầu của thời kỳ Phục hưng rất khó xác định; các mốc thời gian lấy trong bài viết này thường được sử dụng bởi các nhà nghiên cứu âm nhạc.
Nhạc trung cổ bao gồm cả nhạc tôn giáo và nhạc thế tục. Trong thời thượng kỳ trung cổ, thể loại nhạc Liturgy (một thể loại nhạc dùng trong các nghi lễ tôn giáo), chủ yếu là Thánh ca Grêgôriô, là nhạc đơn âm. Các thể loại nhạc phức điệu Polyophony bắt đầu phát triển vào giai đoạn Trung kỳ Trung cổ, trở nên thịnh hành vào cuối thế kỷ 13, đầu thế kỷ 14. Sự phát triển của những thể loại âm nhạc này thường có liên quan tới nhạc Ars nova. Một thể loại vượt xa về mức độ tinh tế là motet, phát triển từ thể loại clausula của nhạc nhà thờ thời trung cổ và sau này trở thành thể loại nhạc phổ biến nhất trong nhạc phức điệu thời kỳ trung cổ. Trong khi những bản motet đầu tiên là nhạc liturgy hoặc nhạc tôn giáo, vào cuối thế kỷ 13 thể loại này đã mở rộng ra gồm cả nhạc thế tục và nhạc theo chủ đề, ví dụ như nhạc về tình yêu cung đình. Cuối cùng, nhạc không lời cũng được phát triển trong thời kỳ này, nhờ vào sự phát triển của nhạc kịch truyền thống và nhu cầu tăng cao của các cung đình. Vũ nhạc, thông thường được ứng tác dựa trên những câu thơ quen thuộc, là thể thoại nhạc không lời lớn nhất đương thời. Tiêu biểu như thể loại nhạc thế tục Ballata, rất thịnh hành trong thời kỳ Trecento thế kỷ 14 ở Italia, có nguồn gốc từ vũ nhạc không lời thời trung cổ.
Ở thời Trung cổ, hầu hết các nhạc sĩ chuyên nghiệp đều được nhà thờ Cơ đốc giáo tuyển dụng. Vì nhà thờ đối lập với ngoại giáo liên quan đến Hy Lạp và La Mã cổ đại nên nó không khuyến khích việc biểu diễn âm nhạc Hi Lạp và La Mã. Hậu quả là loại âm nhạc này bị tàn lụi. Người ta biết rất ít về thể loại thánh ca không nhạc đệm được sử dụng trong những nghi lễ nhà thờ thời kỳ đầu. Tuy nhiên thể loại thánh ca Cơ đốc giáo xuất hiện được bắt nguồn từ âm nhạc lễ nghi của đạo Do Thái và những giai điệu thế tục thời đó. Những giai điệu thánh ca phát triển ở Roma được sáng tác và ấn định cho những trình tự cụ thể trong những nghi lễ nhà thờ trong thời kỳ từ thế kỷ thứ 5 đến thứ 7. Thánh ca La Mã được biết tới như thánh ca Grêgôriô theo tên của Giáo hoàng Grêgôriô I, Giáo hoàng Vĩ đại, người có thể đã sáng tác một số giai điệu và là người tích cực khuyến khích các nhà thờ sử dụng âm nhạc được lễ nghi hóa một cách có thứ tự. Vì Grêgôriô và các Giáo hoàng về sau ưa thích thánh ca Grêgôriô hơn những thể loại khác đã phát triển ở châu Âu, thánh ca Grêgôriô cuối cùng đã thế chỗ cho hầu hết những thể loại khác. Phong cách thánh ca Grêgôriô và các thể loại thánh ca khác được gìn giữ trong nhiều bản thảo viết tay. Các ký hiệu âm nhạc được sử dụng trong những bản thảo viết tay này thuộc hệ thống ký hiệu neume, cội rễ sớm nhất của hệ thống ký hiệu âm nhạc hiện đại.

## Tổng quan

### Nhạc cụ

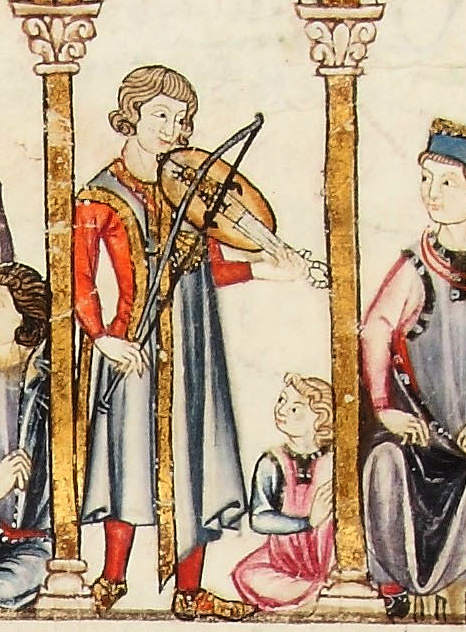
Một nhạc công đang chơi đàn viên, từ một bản thảo thời Trung cổ.

Nhạc cụ sử dụng để biểu diễn trong thời kỳ âm nhạc trung cổ vẫn tồn tại đến ngày nay nhưng dưới hình dáng đã khác xưa. Ví dụ như sáo từng được làm bằng gỗ thay vì bạc hoặc kim loại như ngày nay, và nó có thể được chế tạo để thổi dọc hay thổi ngang. Sáo recorder ngày nay vẫn còn giữ được ít nhiều hình dáng của tổ tiên nó. Kèn gemshorn (tù và) cũng tương tự như recorder có các lỗ đặt ngón tay ở phía trước, mặc dù thực chất nó là thành viên của họ orcarina một loại sáo cổ xưa thuộc nhạc cụ bộ hơi; có rất nhiều biến thể, nhưng một Ocarina điển hình là một không gian kín bao quanh kèm theo 4-12 lỗ ngón tay và một miệng thổi nhô ra từ thân nhạc cụ; thường bằng gốm sứ, nhưng các vật liệu khác cũng có thể được sử dụng, chẳng hạn như gỗ, nhựa, thủy tinh, đất sét, và kim loại). Một trong những tiền thân của sao là sáo pan . Sáo pan được sử dụng rất rộng rãi trong thời kỳ trung cổ, rất có thể có nguồn gốc từ thời Hy Lạp cổ đại.
Âm nhạc Trung cổ sử dụng rất nhiều nhạc cụ bộ dây gảy như đàn luýt, mandore, gittern và harp psaltery. Đàn dulcimer, tương tự như psaltery và zither, có nguồn gốc thuộc bộ dây gảy nhưng đến thê kỷ 14 nó trở thành nhạc cụ bộ gõ nhờ sự xuất hiện của kỹ thuật chế tạo mới có thể tạo ra được dây đàn bằng kim loại.
Đàn lyra của Đế quốc Đông La Mã theo những ghi chép còn lại được cho là nhạc cụ bộ vỹ đầu tiên trên thế giới. Nhà địa lý học người Ba Tư Ibn Khurradadhbih của thế kỷ thứ 9 (mất năm 911) trong thảo luận từ điển học về nhạc cụ của ông đã xếp đàn lyra của Đông La Mã vào bộ đàn vỹ, tương tự với đàn rabāb của người Ả Rập và một loại nhạc cụ tiêu biểu khác của Đông La Mã cùng với urghun (organ) và shilyani (có thể là harp hoặc lyre) và salandj (có thể là kèn bagpipe). Đàn hurdy-gurdy chính là violin máy sử dụng một bánh gỗ phủ côlôphan đính vào một tay quay để "kéo" dây đàn. Những nhạc cụ không có hộp hoà âm như jaw harp cũng được sử dụng phổ biến vào thời gian đó. Những phiên bản đầu tiên của organ, fiddle (hay vielle), và trombone (được gọi là sackbut) cũng tồn tại ở thời kỳ này.

### Thể loại
Nhạc trung cổ bao gồm cả nhạc tôn giáo và nhạc thế tục. Trong thời thượng kỳ trung cổ, thể loại nhạc Liturgy (một thể loại nhạc dùng trong các nghi lễ tôn giáo), chủ yếu là Thánh ca Gregoria, là nhạc đơn âm. Các thể loại nhạc phức điệu Polyophony bắt đầu phát triển vào giai đoạn Trung kỳ Trung cổ, trở nên thịnh hành vào cuối thế kỷ 13, đầu thế kỷ 14. Sự phát triển của những thể loại âm nhạc này thường có liên quan tới nhạc Ars nova.
Những cách tân sớm nhất dựa trên nhạc nhà thờ đơn âm sắc là heterophony, một thể loại nhạc cùng một lúc sử dụng nhiều biến thể khác nhau của cùng một dòng âm điệu đơn. Ví dụ như thể loại nhạc Organum được phát triển dựa trên giai điệu nhạc nhà thờ sử dụng một âm điệu đi kèm, được hát ở một quãng nhất định có tác dụng chuyển đổi thay thế giữa đơn âm và đa âm (phức điệu). Những quy tắc của nhạc organum ra đời trong dân gian từ thế kỷ 9, cuốn sách lý luận âm nhạc đầu tiên Musica enchiriadis ra đời vào thời kỳ này, không rõ tác giả, đã thiết lập những quy tắc của việc nhân đôi một giai điệu sẵn có chơi song song ở một quãng nhất định của một quãng tám, thường là một quãng bốn hay quãng năm.
Một thể loại vượt xa về mức độ tinh tế là motet, phát triển từ thể loại clausula của nhạc nhà thờ thời trung cổ và sau này trở thành thể loại nhạc phổ biến nhất trong nhạc phức điệu thời kỳ trung cổ. Trong khi những bản motet đầu tiên là nhạc liturgy hoặc nhạc tôn giáo, vào cuối thế kỷ 13 thể loại này đã mở rộng ra gồm cả nhạc thế tục và nhạc theo chủ đề, ví dụ như nhạc về tình yêu cung đình.
Trong thời kỳ Phục hưng, thể loại nhạc thế tục Madrigal của Italia cũng trở lên rất phổ biến. Tương tự tính đa sắc của motet, nhạc madrigal thể hiện tính mềm mại và lưu động hơn ở những âm sắc chủ đạo. Hình thức nhạc madrigal cũng tạo nền tảng cho sự ra đời của canon – nhạc đối âm, đặc biệt là ở Italia nơi mà chúng được gọi là Caccia. Đây là các tác phẩm nhạc thế tục gồm ba phần, trong đó canon sử dụng hai giọng cao cùng một nhạc cụ có âm dài trầm chơi phụ hoạ.
Cuối cùng, nhạc không lời cũng được phát triển trong thời kỳ này, nhờ vào sự phát triển của nhạc kịch truyền thống và nhu cầu tăng cao của các cung đình. Vũ nhạc, thông thường được ứng tác dựa trên những câu thơ quen thuộc, là thể thoại nhạc không lời lớn nhất đương thời. Tiêu biểu như thể loại nhạc thế tục Ballata, rất thịnh hành trong thời kỳ Trecento thế kỷ 14 ở Italia, có nguồn gốc từ vũ nhạc không lời thời trung cổ. Có 2 điệu vũ phổ biến thịnh hành nhất đó là Estampie và Saltarello.

### Lý thuyết và ký âm
Âm nhạc thời kỳ Trung cổ đặt ra nền tảng thực hành về lý thuyết và ký âm cái sẽ hình thành lên cả nền âm nhạc phương Tây của ngày hôm nay mà đóng góp quan trọng và rõ ràng nhất là sự phát triển của một hệ thống ký âm hoàn thiện; tuy nhiên chính những nguyên lý tiền đề, đặc biệt là về nhịp điệu và âm sắc, cũng có vai trò quan trọng không kém trong sự phát triển của âm nhạc phương Tây sau này.

### Ký âm
Âm nhạc trong giai đoạn Tiền kỳ Trung cổ gần như không sử dụng bất cứ một hệ thống ký âm nào. Các giai điệu ban đầu đều là đơn âm và được chuyển tải thông qua giọng hát. Tuy nhiên, hình thức ký âm này chỉ được sử dụng như một ghi nhớ hỗ trợ cho ca sĩ, người đã thuộc lòng giai điệu. Thêm vào đó, khi người La Mã cố gắng trung tâm hoá các khúc nhạc liturgy và thiết lập nghi lễ La Mã trở thành một tập quán chủ chốt thì nhu cầu chuyển tải những khúc thánh ca này tới những khoảng cách rộng lớn một cách hiệu quả trở nên rõ ràng. Bước đầu tiên để giải quyết vấn đề này xuất hiện cùng với sự ra đời của nhiều ký hiệu khác nhau được viết lên trên những dòng chữ ghi lại lời thánh ca được gọi là neume. Nguồn gốc của neume không rõ ràng và là chủ đề của nhiều cuộc tranh luận; tuy nhiên hầu hết các học giả đồng ý rằng tổ tiên gần gũi nhất của nó là các ký hiệu ngữ pháp trong văn tự Hy Lạp và La Mã cổ đại cái đánh đấu những điểm quan trọng trong trình bày bằng cách ghi lại những chỗ lên cao và xuống thấp của âm thanh. Hai ký hiệu cơ bản của các nhà ngữ pháp học cổ điển là acutus, /, lên cao hay gravis, \, xuống thấp. Hai hý hiệu sau này được sử dụng như những biểu tượng cơ bản của ký âm neume, virga (hay gạch) chỉ nốt cao hơn và trông vẫn giống acutus cái từ đó nó ra đời, và punctum (hay chấm) chỉ nốt thấp hơn và, như cái tên gợi ý, nó đơn giản ký hiệu gravis thành dấu chấm. Những ký hiệu acutus và gravis này có thể được kết hợp để thể hiện đồ hình của âm vực phản ánh bằng biểu tượng. Hình thức ký âm này được phát triển sớm nhất là vào thế kỷ thứ 8, nhưng đến thế kỷ thứ 9 nó mới được thiết lập một cách chắc chắn như một phương pháp chủ chốt của việc ký âm. Nguyên tắc cơn bản của ký âm virga và punctum vẫn được sử dụng làm biểu tượng cho các nốt đơn. Các neume khác sớm được phát triển biểu hiện cho rất nhiều nốt kết hợp với nhau. Các neume mới – được gọi là luyến âm ligature – thực chất là sự kết hợp của hai ký hiệu nguồn gốc ban đầu. Các ký âm neume cơ bản này chỉ có thể chỉ ra số lượng nốt và chiều âm thanh lên cao hay xuống thấp. Vẫn chưa có cách nào để chỉ xa chính xác một âm vực, giai điệu hay thậm chí là nốt mở đầu. Những hạn chế này càng cho thấy rằng ký ấm neume được phát triển chủ yếu làm công cụ để hỗ trợ cho việc luyện tập hát các ca khúc nghi lễ hơn là ghi lại chúng. Tuy nhiên, dù bắt đầu chỉ như một công cụ hỗ trợ trí nhớ, giá trị của việc có thêm nhiều ký âm cụ thể sớm trở nên rõ ràng.
Bước phát triển tiếp theo trong ký âm là những neume chỉ ra độ cao, trong đó các neume được sắp đặt một cách cẩn thận ở những độ cao khác nhau trong mối tương quan với những neume khác. Điều này cho phép các neume chỉ ra một cách thô sơ về độ lớn cũng như hướng của một quãng cho sẵn. Nó nhanh chóng dẫn tới sự ra đời của một hoặc hai dòng, trong đó mỗi dòng thể hiện cho một nốt cụ thể, được đặt trong bản nhạc với tất cả những neume liên quan tới chúng. Đầu tiên, những dòng này không có ý nghĩa cụ thể nào mà thay vào đó người ta dùng chữ viết ở mỗi đoạn mở đầu để chỉ ra nốt nào được thể hiện. Tuy nhiên, những dòng thể hiện một quãng năm dưới giữa nốt Đô và Fa được sử dụng nhiều nhất. Đầu tiên chỉ là những vết gạch trên giấy da, những dòng này sau đó được vẽ bằng hai màu mực khác nhau: thường là đỏ cho Fa và vàng cho Đô. Đâu chính là khởi đầu của hệ thống ký âm trong âm nhạc mà chúng ta biết đến ngày nay. Sự hoàn thiện của bốn khe nhạc được cho là cống hiến của Guido d’ Arezzo (1000-1050 sau công nguyên), một trong những nhà lý luận âm nhạc quan trọng nhất thời kỳ Trung cổ. Trong khi các nguồn tư liệu cổ hơn cho thấy những đóng góp cho sự phát triển hệ thống ký âm của Guido, một số học giả hiện đại cho rằng ông chỉ là người mã hoá cho một hệ thống đã được phát triển sẵn. Dù hiểu theo cách nào thì cách ký âm mới này cũng cho phép một ca sĩ có thể học một tác phẩm nhạc chưa từng được biết đến trước đó trong thời gian ngắn hơn rất nhiều. Tuy nhiên ngay cả khi ký âm cho nhạc thánh ca đã phát triển trên rất nhiều mặt, vấn đề nền tảng vẫn còn đó: đó là nhịp điệu. Hệ thống ký âm neume dù ở trạng thái đã được phát triển hoàn thiện vẫn không chỉ ra một cách rõ ràng bất cứ nhịp điệu nào để hát các nốt.

### Lý thuyết âm nhạc
Lý thuyết âm nhạc thời kỳ Trung cổ được cải tiến rất nhiều qua thời gian thực hành cả về chất liệu âm thanh, kết cấu, và nhịp điệu. Nói về nhịp điệu, giai đoạn này có rất nhiều biến đổi mạnh mẽ cả về khái niệm cũng như ký âm. Trong giai đoạn Tiền kỳ Trung cổ, chưa có bất cứ một phương pháp nào ghi lại nhịp điệu, và vì thế việc thực hành âm nhạc thời kỳ này là đề tài gây rất nhiều tranh cãi trong các học giả. Hệ thống ký hiệu ghi lại nhịp điệu âm nhạc đầu tiên được phát triển vào thế kỷ 13 và dựa trên một loạt các âm điệu. Cách bố trí nhịp điệu này được mã hoá bởi nhà lý luận âm nhạc Johannes de Garlandia, tác giả của cuốn De Mensurabili Musica (1250), tác phẩm định nghĩa và giải thích một cách hoàn thiện nhất về nhịp điệu. Trong luận thuyết này, Johannes de Garlandia đã mô tả sáu loại âm điệu hoặc sáu cách khác nhau trong đó các trường độ và cao độ có thể được sắp xếp. Mỗi một âm điệu tạo ra một phần nhịp điệu trong nhịp (hoặc còn gọi là tempora) với một đơn vị thông thường gồm ba tempora (một perfectio) được lặp đi lặp lại. Thêm vào đó, ký âm không có chữ viết dược dựa trên một chuỗi các luyến âm ligature (đặc tính của các ký âm thông qua đó các nhóm nốt nhạc được kết nối lại với nhau). Nhịp điệu có thể được xác định đại thể bằng các phần luyến âm mà nó sử dụng. Một khi một nhịp điệu được gắn vào một dòng giai điệu thì độ vênh của nó so với âm điệu là rất ít, mặc dù việc điều chỉnh nhịp điệu có thể được chỉ ra bằng cách thay đổi các phần nhất định của luyến âm, thậm chí là mở rộng sự biến đổi sang một nhịp điệu khác. Bước tiếp theo tập trung chú ý vào nhịp điệu là của một nhà lý luận người Đức, Franco của Köln. Trong luận thuyết Ars cantus mensurabilis ("Nghệ thuật của Nhịp điệu Âm nhạc"), viết vào khoảng năm 1280, ông đã miêu tả một hệ thống ký âm có các nốt với hình dáng khác nhau thì có giá trị nhịp điệu hoàn toàn khác nhau. Đây là một thay đổi lớn lao so với hệ thống ký âm của Garlandia trước đó. Nếu như trước đó, độ dài của một nốt đơn chỉ có thể được xác định từ bản thân âm điệu thì mối quan hệ đảo ngược mới này khiến âm điệu được xác định dựa trên những nốt riêng biệt gọi là figurae cái có giá trị về độ dài không thể bàn cãi, và cách tân này có tác động to lớn tới giai đoạn lịch sử tiếp theo của âm nhạc châu Âu. Hầu hết những bản nhạc đáng chú ý của thế kỷ 13 còn sống sót tới ngày nay sử dụng ký hiệu nhịp điệu do Garlandia đưa ra. Bước phát triển cách mạng về nhịp điệu đến sau sự thay đổi ở thế kỷ 13 dẫn tới sự phát triển của phong cách nhạc Ars Nova.
Nhà lý luận được biết đến nhiều nhất về phong cách nhạc này là Philippe de Vitry, nổi tiếng nhờ viết luận thuyết Ars Nova ("Nghệ thuật mới") vào khoảng năm 1320. Luận thuyết về âm nhạc này đã tạc tên nó vào phong cách âm nhạc của cả thời đại mà nó ra đời. Bằng cách này hay cách khác, hệ thống ký hiệu về giai điệu chúng ta chó ngày nay bắt đầu với Vitry, người đã hoàn toàn thoát khỏi những quy ước trước đó về nhịp điệu. Tiền thân ký âm của hệ thống đo nhịp hiện đại cũng có nguồn gốc từ Ars Nova. Phong cách mới này rõ ràng được xây dựng dựa trên công trình của Franco thành Köln. Trong hệ thống của Franco, mối quan hệ giữa dấu nhân và một nốt tròn (có giá trị bằng 1/2 dấu ngân) cũng tương đương với quan hệ giữa một dấu ngân và một nốt dài: và, kể từ đây modus (một nhóm ba) luôn luôn là đủ, tempus hay nhịp cũng đủ và vì thế bao gồm ba nốt tròn. Đôi khi bối cảnh của âm điệu sẽ đòi hỏi các nhóm chỉ có hai nốt tròn, tuy nhiên hai nốt này sẽ luôn có một nốt có độ dài thông thường và nốt còn lại có độ dài gấp đôi, vì thế nó cũng ngân trong khoảng thời gian tương tự ba nốt tròn, và vì thế bảo toàn một tempus đủ. Phép chia tam nguyên ngày áp dụng cho giá trị của tất cả các nốt. Trái lại, thời kỳ Ars Nova lại đưa ra hai thay đổi quan trong: thay đổi đầu tiên là một tiểu đơn vị còn nhỏ hơn cả nốt (nốt tròn nay có thể phân chia ra làm minim – tức một nốt trắng có giá trị bằng một nửa nốt tròn), và thay đổi thứ hai là việc phát triển của "phép đo nhịp". Các phép đo nhịp có thể kết hợp theo rất nhiều cách để tạo ra các nhóm chuẩn. Việc phân nhóm đo nhịp này có tiền thân từ cách đo nhịp đơn giản và kết hợp. Vào thời kỳ Ars Nova, đơn vị phân chia một tempus đủ không còn là lựa chọn duy nhất vì phép chia kép được chấp nhận rộng rãi hơn. Với Vitry một nốt ngân có thể được phân chia, cho toàn bộ hoặc một phần của một bản nhạc biên soạn, thành các nhóm gồm hai hoặc ba nốt tròn nhỏ hơn. Theo cách này, tempus (thuật ngữ dùng để chỉ một đơn vị phân chia của một nốt ngân) có thể "đủ", (Tempus perfectus) với tiểu nhóm tam nguyên, hoặc "thiếu", (Tempus imperfectus) với tiểu nhóm nhị nguyên. Theo cách tương tự, đơn vị phân chia của một nốt tròn (được gọi là prolation) cũng có thể được chia thành hai nốt trắng minima (prolatio imperfectus hay minor prolation) và, ở cấp độ cao hơn, nốt dài (long hay longa còn được gọi là modus) có độ dài bằng hai lần hoặc ba lần dấu ngân (lần lượt là modus perfectus hay âm điệu đủ, hoặc modus imperfectus hay âm điệu thiếu). Vitry phát triển thêm một bước khi chỉ ra một đơn vị đúng của một bản nhạc cho trước ở phần mở đầu bằng cách sử dụng "ký hiệu do nhịp", tương đương với "chỉ số nhịp" (time signature) mà chúng ta sử dụng ngày nay. Tempus perfectus được ký hiệu bằng một vòng tròn trong khi imperfectus được ký hiệu bằng một nửa vòng trong (ký hiệu "C" mà chúng ta sử dụng hiện nay tương ứng với chỉ số nhịp 4/4 thực chất có nguồn gốc từ ký hiệu này chứ không phải là chữ viết tắt của phách thường "common time" như rất nhiều người vẫn nghĩ). Trong khi rất nhiều trong số những cách tân này được cho là của Vitry, và phần nào đó được trình bày trong luận thuyết Ars Nova, thì thực chất những biện pháp hoàn thiện và có hệ thống nhất về cách đo nhịp mới của Ars Nova lại được đưa ra bởi Jehan des Mars, một người họ hàng sống cùng thời với Vitry. Rất nhiều học giả, với lý do thiếu bằng chứng tích cực về sở hữu, giờ đây coi luận thuyết "của Vitry" là của tác giả vô danh, nhưng điều này cũng không làm giảm bớt tầm quan trọng lịch sử của sự ra đời của hệ thống ký hiệu nhịp. Tuy nhiên, điều này lại khiến cho học giả đầu tiên cho thể định danh đã chấp nhận và giải thích hệ thống đo nhịp là Muris, người có thể nói là đã hoàn thiện những gì Garlandia đã thực hiện đối với nhịp điệu.
Trong suốt thời kỳ Trung cổ, hầu hết các tác phẩm âm nhạc đều được soạn thảo sử dụng tempus đủ là chủ yếu với những hiệu ứng đặc biệt được tạo bởi những phân đoạn sử dụng tempus thiếu; hiện nay đang có những cuộc tranh luận lớn giữa các nhà nghiên cứu âm nhạc về độ dài của đấu ngân trong những phân đoạn này có được giữ nguyên hay đã thay đổi khi biểu diễn, và nếu nó được thay đổi thì theo nguyên tắc nào. Phong cách nhạc Ars Nova vẫn giữ nguyên hệ thống nhịp ban đầu của nó cho đến khi các tác phẩm sử dụng đảo phách theo phong cách nhạc Ars subtilior ra đời cuối thế kỷ 14, với đặc điểm vô cùng phức tạp về nhịp điệu và ký âm. Nhánh âm nhạc này ra đời đã đẩy tính tự do về nhịp điệu đặt ra trong thời Ars Nova tới giới hạn của nó, với một số vở soạn nhạc mang âm hưởng khác lạ được viết sử dụng đồng thời nhiều ký hiệu nhịp khác nhau. Tính phức tạp về nhịp điệu của âm nhạc trong giai đoạn này được nhận ra khi so sánh nó với âm nhạc của thế kỷ 20.
Đóng vai trò quan trọng không kém trong toàn bộ lịch sử âm nhạc phương Tây là sự thay đổi về cấu tạo đến cùng với sự ra đời của nhạc phức điệu polyphony. Sự ra đời này đưa âm nhạc phương Tây trở thành thể loại âm nhạc thống trị bởi hoà âm như chúng ta biết ngày nay. Khởi nguồn của sự phát triển này được tìm thấy từ hai luận thuyết âm nhạc của tác giả vô danh nhưng lại được truyền bát vô cùng rộng rãi là Musica và Scolica enchiriadis. Những văn bản này được cho là ra đời vào khoảng thời gian giữa thế kỷ thứ 9. Chúng mô tả một kỹ thuật dường như đã được hình thành và thực hành rất nhiều vào thời gian đó. Nhạc polyphony thời kỳ đầu dựa trên ba quãng đơn và ba quãng kết hợp. Nhóm đầu tiên gồm có các quãng bốn, năm và tám; trong khi nhóm thứ hai gồm các nhóm quãng tám cộng bốn, tám cộng năm, và quãng tám kép. Phương pháp mới này được các tác giả của hai luận thuyết đặt tên là organum. Organum có thể được phân loại hơn nữa dựa trên giai đoạn thời gian trong đó nó được viết ra. Những organum đầu tiên được mô tả trong cuốn enchiriadis có thể được coi là "organum chính xác". Organum chính xác lại có thể chia ra làm hai thể loại là diapente (organum ở quãng năm) và diatesseron (organum ở quãng bốn). Tuy nhiên cả hai loại organum chính xác này đều có vấn đề với những nguyên lý âm nhạc đương thời. Dù bất kỳ loại nào trong chúng chơi song song một đoạn thánh ca gốc quá lâu (tuỳ theo âm điệu) sẽ tạo ra một tam âm. Vấn đề này sau đó được giải quyết phần nào với sự ra đời của loại organum thứ hai. Thể loại organum thứ hai này được gọi là "organum tự do". Điều phân biệt nó khỏi thể loại trước đó là các phần của nó không chỉ chơi theo phép song hành, mà còn theo phép xiên chéo, hoặc đối nghịch. Điều này giúp nó tránh được sự xuất hiện của tam âm đáng sợ. Hình thức cuối cùng của organum được biết đến là "melismatic organum", phát triển xa hơn nhiều so với tất cả các thể loại nhạc phức điệu ra đời cho đến thời điểm đó. Theo phong các mới này các nốt không được chơi đối với nhau mà trở thành một chuỗi âm liên tục được phụ hoạ bởi một chuỗi khác gồm các nốt nhạc thể hiện cho cùng một âm tiết. Hình thức organum cuối cùng này được hợp nhất bởi nhà soạn nhạc polyphone nổi tiếng nhất đương thời là Léonin. Ông đã kết hợp phong cách này với nhịp kiểu discant trong đó sử dụng nhịp điều để tạo ra cao trào của một tác phẩm organum. Bước phát triển cao nhất của thể loại organum đôi lúc được coi như trường Notre Dame của polyphony, vì đó là nơi ở của Léonin (và học trò của ông, Péonin). Hơn nữa, thể loại polyphony này ảnh hưởng tới tất cả những phong cách sau đó với những bản polyphony motet bắt đầu như một biến thể của những organum Notre Dame sẵn có.
Một nhân tố quan trọng khác của lý thuyết âm nhạc Trung cổ là hệ thống cung bậc âm thanh độc nhất từ đó các nốt được sắp xếp và được hiểu. Trong suốt thời kỳ Trung Cổ, hệ thống sắp xếp một loạt các bước toàn bộ hoặc 1/2 bước, mà ngày nay chúng ta gọi là âm giai, được gọi là âm điệu. Hệ thống âm điệu hoạt động giống như âm giai trong âm nhạc ngày nay, đóng vai trò tạo ra quy tắc và chất liệu cho việc viết giai điệu. Có tám âm điệu nhà thờ bao gồm Dorian, Hypodorian, Phrygian, Hypophrygian, Lydian, Hypolydian, Mixolydian, và Hypomixolydian. Có rất nhiều thông tin về tám âm điệu này cũng như những phương pháp thực hành áp dụng cho chúng được mã hoá lại bởi nhà lý luận thế kỷ 11 Johannes Afflighemensis. Trong tác phẩm của mình, ông đã mô tả ba yếu tố xác định cho mối âm điệu: finalis, confinalis và ambitus. Finalis là thanh âm chủ đạo của một âm điệu (còn được gọi là âm cuối). Confinalis (giai điệu thuật lại đôi lúc được gọi là tenor) là thanh âm chủ chốt trong một giai điệu, thường là thanh âm được lặp lại nhiều nhất trong toàn bộ bản nhạc. Và cuối cùng là ambitus (âm vực) tức mức độ dao động âm vực tối đa quy định cho mỗi một âm điệu. Tám âm điệu này còn có thể phần chia vào bốn cặp dựa trên finalis của chúng. Các nhà lý luận thời trung cổ gọi mỗi cặp này này meneriae và đánh dấu chúng bằng những chữ số Hy Lạp cổ đại. Những âm điều có các chữ d, e, f và g ở âm cuối lần lượt được xếp vào nhóm protus, deuterus, tritus và tetrardus. Các nhóm này lại có thể được phân chia thêm nữa dựa trên âm điệu đó là "xác định" hay "kết chéo". Sự phân chia này dựa trên âm vực của âm điệu liên quan tới âm cuối. Trong đó những âm điệu xác định có âm vực khoảng một quáng tám (một tông cao hơn hoặc thấp hơn có thể chấp nhận được) và bắt đầu từ âm cuối, trong khi những âm điệu kết chéo dù vẫn trải rộng một quãng tám lại bắt đầu ở một quãng bốn đủ thấp hơn so với âm xác định. Một điểm thú vị khác về hệ thống âm điệu là sự chấp nhận rộng rãi của nốt B thay cho nốt Bb dù âm điệu đó là gì đi chăng nữa. Sự bao hàm này có nhiều tác dụng, mà một trong số tác dụng chung nhất là nhằm tránh gây ra những khó khăn trong giai điệu, mà chính là sự xuất hiện của tam âm.
Các âm điệu nhà thờ này, dù mang tên Hy Lạp, lại có rất ít liên hệ với các âm điệu được đặt ra bởi các nhà lý luận Hy Lạp. Thay vào đó, hầu hết các thuật ngữ dường như đều do các nhà lý luận thời trung cổ lạm dụng tiếng Hy Lạp mà ra. Và dù không có mối liên hệ nào tới các âm điệu do người Hy Lạp cổ đại đặt ra, việc lạm dụng các thuật ngữ tiếng Hy Lạp này lại chỉ ra một khả năng thú vị về nguồn gốc từ những giai điệu tôn giáo thời kỳ Đông La Mã – Hy Lạp. Hệ thống này được gọi là oktoechos và cũng phân chia thành tám mục gọi là echoi.
Có thể tham khảo lý thuyết âm nhạc cổ đại từ những nhà lý luận sau: Isidro thành Sevilla, Aurelianus Reomensis, Odon thành Cluny, Guido thành Arezzo, Hermannus Contractus, Johannes Cotto (Johannes Afflighemensis), Johannes de Muris, Franco thàn Köln, Johannes de Garlandia (Johannes Gallicus), Anonymous IV, Marchetto da Padova (Marchettus xứ Padua), Jacques thành Liège, Johannes de Grocheo, Pierre de la Croix và Philippe de Vitry.

## Giai đoạn Thượng kỳ Trung cổ (trước 1150)

### Thánh ca truyền thống thời kỳ đầu
Thánh ca (Chant hay plainsong) là loại hình nhạc tôn giáo đơn âm dành cho các nhà thờ Thiên Chúa giáo được biết đến sớm nhất.
Các giai điệu dân ca truyền thông psalm của người Do Thái Synagogue có ảnh hưởng mạnh mẽ tới các khúc thánh ca Thiên Chúa giáo. Thánh ca được phát triển riêng rẽ ở rất nhiều trung tâm tại châu Âu. Ngoài những vùng quan trọng nhất là Roma, Hispania, Gaul, Milano, và Ireland, còn có những khu vực khác. Những khúc thánh ca này đều ra đời nhắm mục đích hỗ trợ cho cho các nghi lễ tôn giáo địa phương dùng trong các dịp Thánh lễ (Mass). Mỗi thời đại lại hình thành lên những khúc thánh ca và nguyên tắc cho các nghi thức riêng. Tây Ban Nha và Bồ Đào Nha sử dụng thánh ca Mozarabic và có ảnh hưởng tới âm nhạc Bắc Phi. Các bài thánh ca Mozarabic thậm chí còn tồn tại qua thời kỳ thống trị của Hồi giáo, mặc dù đây là một nhánh cô lập trong nhạc tôn giáo sau này đã bị mai một nhằm củng cố tính phù hợp cho toàn thể loại âm nhạc tôn giáo. Ở Milan, thánh ca Ambrosian, tên đặt theo Thánh Ambrose, trở thành chuẩn mực trong khi thánh ca Deneventan lại được phát triển ở Benevento, một trung tâm tôn giáo khác của Italia. Thánh ca Gallican được sử dụng ở Gaul và thánh ca Celt phát triển ở Ireland và Anh Quốc.
Vào khoảng năm 1011 sau công nguyên các Nhà thờ Công giáo Rôma muốn tiêu chuẩn hoá Thánh lễ và thánh ca. Đây là thời điểm Roma là trung tâm tôn giáo của Tây Âu trong khi Paris là trung tâm chính trị. Những nỗ lực cho việc tiêu chuẩn hoá chủ yếu bao gồm việc kết hợp thánh ca của hai vùng Roma và Gallic. Hình thức thánh ca này được biết đến với cái tên Thánh ca Gregorian. Vào thế kỷ 12 và 13, thánh ca Gregoria phát triển lấn át tất cả các thể loại thánh ca khác của châu Âu ngoại trừ thánh ca Ambrosian ở Milan và thánh ca Mozarabic ở một số khu vực đặc biệt thuộc về nhà thờ Tây Ban Nha.

### Nhạc phức âm thời kỳ đầu: Organum
Khoảng cuối thế kỷ 9, ca sĩ ở các tu viện như St. Gall tại Thuỵ Sĩ bắt đầu thử nghiệm với việc thêm yếu tố khác vào trong thánh ca, thường thấy nhất và một giọng khác hát song song hầu hết cao hơn bè ban đầu một quãng bốn hoặc năm đủ. Thể loại nhạc này được gọi là organum và đại diện cho hình thức hoà âm và đặc biệt và đối âm sơ khai. Trải qua nhiều thế kỷ, organum phát triển theo rất nhiều hướng khác nhau.
Một trong những hình thức phát triển đáng chú ý nhất của thể loại nhạc này là sự ra đời của "florid organum" vào khoảng năm 1100, đôi lúc được gọi là Trường học Thánh Martial (đặt theo tên một tu viện ở Trung Nam nước Pháp, nơi còn lưu giữ những bản nhạc phổ viết tay tốt thất của thể loại nhạc này). Trong "florid organum" bè gốc được hát ở những nốt dài trong khi một giọng kèm theo sẽ hát rất nhiều nốt theo mỗi một nốt chính, thường theo lối rất tỉ mỉ, tất cả nhằm nhấn mạnh hoà âm đủ (quãng bốn, năm, và tám), như trong hình thức organum ban đầu. Những bước phát triển tiếp theo của thể loại nhạc này diễn ra ở Anh, nơi các quãng ba được đặc biệt ưu ái, và nơi các bản organum hầu như được ứng tác trên những điệu thánh ca có sẵn, và ở Notre Dame, Paris, nơi trở thành trung tâm của các hoạt động sáng tạo âm nhạc trong suốt thế kỷ 13.
Rất nhiều tác phẩm âm nhạc ra đời trong giai đoạn Thượng kỳ Trung cổ là vô danh. Một số có thể có tên thì hầu như là của các nhà thơ hoặc những người viết lời bài hát trong khi làn điệu dựa trên đó họ phổ lời lại được viết bởi người khác. Vai trò của nhạc đơn âm trong thời kỳ trung cổ không phải lúc nào cũng đáng tin cậy, những bản nhạc viết tay từ thời kỳ này còn tồn tại đến ngày nay bao gồm Musica Enchiriadis, Codex Calixtinus của Santiago de Compostela, và Winchester Troper.
Để biết thêm thông tin về các nhà soạn nhạc, nhà thơ trong giai đoạn Thượng kỳ Trung cổ mởi tìm tư liệu về Giáo hoàng Grêgôriô I, Thánh Goderic, Hildegard xứ Bingen, Hucbald, Notker Balbulus, Odon thành Arezzo, Odon thành Cluny, và Tutilo.

### Kịch tôn giáo
Một loạt hình âm nhạc truyền thống khác của châu Âu ra đời vào thời Thượng kỳ Trung cổ là kịch tôn giáo. Ở hình thức nguyên thủy, thể loại này có thể đại diện cho loại hình kịch La Mã kết hợp với những câu chuyện trong Kinh thánh – chủ yếu là từ truyền thuyết Gospel, Passion, và các vị Thánh của Thiên Chúa giáo. Ở mỗi vùng miền của châu Âu lại có một hình thức nhạc kịch hoặc bán nhạc kịch truyền thống riêng ra đời trong thời Trung cổ, trong đó có sự kết hợp giữa diễn xuất, lời thoại, hát và các nhạc cụ chơi kèm theo một hình thức nào đó. Những vở kịch này có thể được biểu diễn bởi các diễn viên và nhạc sĩ lưu động. Rất nhiều trong số đó đã được bảo tồn khá tốt để ngày ngay chúng ta có thể phục dựng lại được chẳng hạn Ludus Danielis ("Vở kịch của Daniel") mới được thu hình gần đây.

### Goliard
Goliard là những nhạc sĩ-thi sỹ lưu động của châu Âu thời kỳ từ thế kỷ 10 đến giữa thế kỷ 13. Hầu hết trong số họ là các học giả hoặc tu sỹ, và họ viết cũng như hát bằng tiếng Latin. Mặc dù rất nhiều bài thơ thời kỳ này còn tồn tại đến nay nhưng phần nhạc thì còn lưu giữ được rất ít. Rất có thể loại hình này có ảnh hưởng tới thể loại nhạc truyền thống troubadour—trouvère ra đời sau đó. Hầu hết phần lời thơ về đề tài thế tục, trong khi một số ca khúc thể hiện những ý tưởng tôn giáo, một số khác lại đả kích các thói rượu chè, trác táng, dâm đãng. Họ là những người phản đối những mâu thuẫn ngày càng tăng trong Giáo hội, chẳng hạn như sự thất bại của các cuộc thập tự chinh và lạm dụng tài chính, thể hiện bản thân thông qua thơ, bài hát và hiệu suất.

## Trung kỳ Trung cổ (1150-1300)

### Ars Antiqua
Sự nở hoa của thể loại nhạc phức âm Trường học Notre Dame hình thành vào những năm 1150 tới 1250 tương ức với những thành tựu rực rỡ trong kiến trúc Gothic: thực tế trung tâm của hoạt động này chính là nhà thờ Notre Dame. Đôi lúc âm nhạc của thời kỳ này được gọi là trường Paris hay Organum Paris, và đại diện cho thời kỳ đầu của thể loại nhạc sau này được biết đến với cái tên Ars antiqua. Đây là giai đoạn mà trong đó ký âm về giai điệu lần đầu tiên xuất hiện trong âm nhạc phương Tây, chủ yếu là phương pháp dựa trên cấu trúc của ký âm giai điệu gọi là nốt nhịp.
Đây cũng là thời kỳ trong đó các khái niệm về cấu trúc chính thức được phát triển trong đó chú trọng tới các tác động bộ phận, bối cảnh và cấu trúc. Các nhà soạn nhạc thời kỳ này thay thế florid và discan organum (mang tính nốt-đối-nốt, trái ngược với sự tiếp nối của rất nhiều nốt cùng một âm tiết đối với một nốt kéo dài có trong thể loại florid), và tạo ra rất nhiều loại hình âm nhạc mới: clausulae, là phần các nốt cùng âm tiết xuất phát từ các organum được làm cho phù hợp với ca từ mới và phần nhạc được trau chuốt hơn; conductus, là ca khúc cho một hoặc nhiều giọng hát theo giai điệu, có thể là kế thừa từ thể loại nào đó; và tropes, là thể loại chèn thêm ca từ và đôi khi là phần nhạc mới và những khúc thánh ca cũ. Tất cả những thể loại mới này đều chung đặc điểm dựa trên thánh ca; đó là một trong các giọng (thường là ba hoặc đôi khi là bốn) gần như là âm trầm nhất (thời điểm này là giọng tenor) hát giai điệu thánh ca, mặc dù với cách soạn các nốt có độ dài tự do, qua đó những giọng khác hát organum. Ngoại lệ của phương pháp soạn nhạc này là thể loại conductus, có hai giọng được soạn một cách tự do trong suốt toàn bộ tác phẩm.
Motet là một trong những loại hình âm nhạc quan trọng nhất của âm nhạc thời kỳ Trung cổ và Phục Hưng có nguồn gốc từ thể loại clausulae giai đoạn Notre Dame, đặc biệt là hình thức sử dụng nhiều giọng hát được trau chuốt bởi Pérotin, người đặt những viên gạch nền tảng cho thể loại này bằng cách thay thế rất nhiều tác phẩm florid clausulae dài của thầy giáo ông, Léonin, (như canon của nhà thờ) bằng những tác phẩm mang phong cách discant. Dần dần, các tác phẩm thay thế này được tập hợp lại thành cả một cuốn sách có thể sử dụng được trong hoặc ngoài rất nhiều khúc thánh ca. Trên thực tế, cấu trúc này có thể áp dụng vào nhiều thể loại hơn, và clausulae có thể biểu diễn độc lập, cả trong những phần khác của thánh lễ hoặc trong những nghi lễ cá nhân. Nhờ vậy, clausulae được thêm vào ca từ phi tôn giáo, và được phát triển hơn nữa thành một hình thức âm nhạc hết sức trau chuốt, phức tạp và tinh tế của thế kỷ 14, thời kỳ âm nhạc Ars nova.
Những bản nhạc viết tay còn được bảo tồn đến nay bao gồm Montpellier Codex, Bamberg Codex, và Las Huelgas Codex.
Các nhà soạn nhạc của thời kỳ này gồm có Léonin, Pérotin, W. de Wycombe, Adam de St. Victor, và Pierre de la Croix. Petrus được cho là người tạo ra sự cách tân khi viết hơn ba nốt trong để khớp với độ dài của một dấu ngân. Cách tân này tiếp nối bởi cách tân về tempus thiếu, cái đã sản sinh ra thời kỳ mà ngày nay chúng ta gọi là motet của Pérotin. Những tác phẩm cuối thế kỷ 13 này có ba hoặc bốn phần và có nhiều lớp ca từ được hát cùng một lúc. Ban đầu, bè tenor (nguồn gốc từ tiếng Latin, nghĩa là giữ) hát ở trong những bè thánh ca nghi lễ có sẵn bằng tiếng Latin gốc, trong khi đó ca từ của một, hai hoặc thậm chí ba bè khác hát lên trên, gọi là voces organales, đưa ra bình luận về các đề tài tôn giáo bằng tiếng Latin hoặc tiếng Pháp. Giá trị nhịp của những voces organales giảm xuống khi các phần được nhân lên với duplum (phần trên bè tenor) có giá trị nhịp nhỏ hơn tenor, bè triplum (giọng cao hơn duplum) có giá trị nghịp nhỏ hơn duplum, và cứ thế tiếp tục. Qua thời gian, những voces organales có ca từ mang nội dung thế tục tăng lên và phần ca từ tôn giáo ở bè tenor ngày càng giảm đi.
Bản Motet của Pérotin là một thể loại có tính phức tạp cao, với sự pha trộn của rất nhiều dấu ngân nốt tròn với nốt nhịp và đôi lúc là sự thay thế (mức độ ngày càng tăng) của các bài hát thế tục cho khúc thánh ca trong bè tenor. Thực tế, sự phức tạp hoá về giai điệu này sẽ trở thành đặc điểm nền tảng cho thế kỷ 14, từ đó âm nhạc Pháp, Italia, và Anh sẽ phát triển theo nhiều con đường khác nhau.

### Cantigas de Santa Maria
Cantigas de Santa Maria ("Thánh ca của Thánh Maria"; tiếng Bồ Đào Nha: [kɐ̃ˈtiɣɐʒ ðɨ ˈsɐ̃tɐ mɐˈɾi.ɐ], tiếng Galicia: [kaŋˈtiɣaz ðe ˈsaŋta maˈɾi.a]) bao gồm 420 bài thơ với ký hiệu âm nhạc, viết bằng tiếng Galicia-Bồ Đào Nha trong suốt triều đại Alfonso X El Sabio (1221-1284) và thường được cho là của ông ta.
Đây là một trong những bộ sưu tập lớn nhất của đơn âm (solo) bài hát từ thời Trung Cổ và được đặc trưng bởi đề cập đến Đức Trinh Nữ Maria trong mỗi bài hát, trong khi mỗi bài hát thứ mười là một bài thánh ca. Các bản thảo đã sống sót trong bốn codices: hai tại El Escorial, tại Thư viện Quốc gia Madrid, và một ở Firenze, Ý. Một số có thu nhỏ hiển thị màu cặp của các nhạc sĩ chơi nhiều loại nhạc cụ.

### Troubadour và trouvère
Âm nhạc của troubadour và trouvère là mẹ đẻ của các bài hát thế tục đơn âm truyền thống, có thể có nhạc cụ chơi kèm theo, hát bởi những nhạc sĩ chuyên nghiệp, đôi khi là các nhạc sĩ lưu động, những người mà khả năng của một nhà thơ trong họ cũng tương đương với khả năng của một ca sĩ và người chơi nhạc cụ. Troubadour sử dụng tiếng Occtitan (được gọi là tiếng d’oc hay tiếng Provençal thuộc nhóm ngôn ngữ Rôman) được nói ở Occitania thuộc miền Nam nước Pháp, thung lũng Occitan của Ý, Monaco và tại thung lũng Aran của Tây Ban Nha); trong khi trouvère sử dụng tiếng Pháp Cổ (còn được gọi là tiếng d’oil). Thời kỳ nhạc troubadour tương ứng với sự nở hoa của đời sống văn hoá ở Provence kéo dài trong suốt thế kỷ 12 và sang thập kỷ đầu của thế kỷ 13. Chủ đề tiêu biểu của thời kỳ này là về chiến tranh, các hiệp sĩ và tình yêu quý tộc trong cung đình. Nhạc troubadour lụi tàn cùng với cuộc thập tự chinh Albigen do Giáo hoàng Innôcentê II khởi xướng nhằm loại trừ những kẻ dị giáo Cather (và những nam tước miền bắc muốn tước đoạt sự trù phú của miền nam). Những bản nhạc troubadour còn sót lại lưu lạc tới Bồ Đào Nha, Tây Ban Nha, hay Bắc Ý, hoặc Bắc Pháp (nơi phát triển của nhạc truyền thống trouvère), tại đó, khả năng và kỹ thuật của chúng tạo nên những bước phát triển sau này của văn hoá nhạc thế tục địa phương.
Nhạc trouvère cũng tượng tự nhạc troubadour, nhưng có thể tồn tại đến thế kỷ 13 mà không chịu sự tác động của cuộc Thập tự chinh Albigensian. Hầu hết trong số hơn 2000 bài hát trouvère có nhạc đi kèm còn lại đến đều cho thấy sự tinh tế tuyệt vời cả về nhạc lẫn ca từ.
Nhạc truyền thống Minne của người Đức cũng giống với nhạc troubabour và trouvère, tuy nhiên có rất ít tư liệu về loại hình âm nhạc này được tìm thấy ngày nay; các nguồn thông tin về nhạc Minne còn lưu giữ hầu hết đều thuộc về những thế kỷ mà loại hình này đã đi vào thoái trào, dẫn tới những tranh cãi về mức độ chính xác của chúng.
Trong những tác phẩm Minne còn lại đến nay phải kể đến Wolfram von Eschenbach, Walther von der Vogelweide, và Neidhart von Reuental.
Các giai điệu Troubadours còn lại đến nay gồm
| - Aimeric de Belenoi - Aimeric de Peguilhan - Albertet de Sestaro - Arnaut Daniel - Arnaut de Maruoill - Beatritz de Dia - Berenguier de Palazol - Bernart de Ventadorn - Bertran de Born - Blacasset - Cadenet | - Daude de Pradas - Denis của Bồ Đào Nha - Folquet de Marselha - Gaucelm Faidit - Gui d'Ussel - Guilhem Ademar - Guilhem Augier Novella - Guilhem Magret - Guilhem de Saint Leidier - Guiraut de Bornelh - Guiraut d'Espanha | - Guiraut Riquier - Jaufre Rudel - Jordan Bonel - Marcabru - Monge de Montaudon - Peire d'Alvernhe - Peire Cardenal - Peire Raimon de Tolosa - Peire Vidal - Peirol - Perdigon | - Pistoleta - Pons d'Ortaffa - Pons de Capduoill - Raimbaut d'Aurenga - Raimbaut de Vaqueiras - Raimon Jordan - Raimon de Miraval - Rigaut de Berbezilh - Uc Brunet - Uc de Saint Circ - Guillaume de Poitiers |

Niên đại các nhà soạn nhạc thời Trung cổ

## Hạ Kỳ trung cổ (1300-1400)

### Pháp:Ars nova
Ars nova là một trong số ít thời kỳ âm nhạc có mốc thời gian khởi đầu và phát triển khá rõ ràng trong lịch sử âm nhạc trung cổ, vì nó tương ứng với sự ra đời của Roman de Fauvel ("Câu chuyện của quỷ Nâu Vàng"), một tác phẩm nhạc thơ đồ sộ, vào những năm 1310 và 1314. Roman de Fauvel châm biếm sự lộng hành của nhà thờ trung cổ, và sử dụng các thể loại nhạc trung cổ như motet, lais, rondeaux, và một số thể loại nhạc thế tục mới hình thành thời gian này. Trong khi hầu hết các tác phẩm âm nhạc đương thời đều không rõ tác giả, tác phẩm này được biết đến với rất nhiều phần nhạc soạn bởi Philippe de Vitry, một trong những nhà soạn nhạc motet isorhythmic (từ có nguồn gốc tiếng Hy Lạp nghĩa là "cùng một nhịp điệu"). Motet isorhythmic là một bước phát triển đặc trưng trong âm nhạc của thế kỷ 14, được hoàn thiện bởi Guillaume de Machaut, nhà soạn nhạc giỏi nhất đương thời.
Trong suốt thời kỳ Ars nova, nhạc thế tục đạt được tính phức điệu tinh tế vốn chỉ có trong nhạc tôn giáo trước đó. So với nhạc thế tục đầu thời kỳ Phục Hưng thì bước phát triển này không hề gây ngạc nhiên (trong khi loại hình này được coi là nhạc "trung cổ" đặc trưng thì các lực lượng xã hội sáng tạo ra thể loại âm nhạc này cũng chính là những người đặt nền móng cho sự phát triển của nền văn học nghệ thuật Phục Hưng tại Ý – khó có thể phân tách rạch ròi mốc thời gian giữa thời kỳ Trung cổ và thời kỳ Phục Hưng, đặc biệt nếu dựa trên các tiêu chí về sự phát triển các loại hình nghệ thuật như âm nhạc và hội họa). Thuật ngữ "Ars nova" (nghệ thuật mới hay kỹ thuật mới) được Philippe de Vitry đặt ra khi sử dụng nó làm tựa đề cho một trong những bản luận thuyết của ông (dường như được viết vào năm 1322), nhằm phân biệt thực tiễn âm nhạc đương thời khỏi những thời kỳ trước đó.
Thể loại âm nhạc thế tục chiếm ưu thế trong thời kỳ Ars nova là chanson, vì nó sẽ tiếp tục phát triển tại Pháp trong suốt hai thế kỷ tiếp theo. Các tác phẩm thuộc thể loại này được soạn để phổ nhạc cho những bài thơ sẵn có, do đó chúng cũng được gọi là thể loại cố định của rondeau, ballade, và virelai. Những loại hình này có ảnh hưởng đáng kể tới sự phát triển của cấu trúc âm nhạc theo cách chúng ta cảm nhận thậm chí là cho tới tận ngày nay; chẳng hạn cấu tứ trong nhịp điệu ouvert-clos dùng chung trong cả ba thể loại nhạc này yêu cầu một cách thể hiện âm nhạc, cái có ảnh hưởng trực tiếp tới quan niệm về tiền đề và hậu tố hiện đại. Cũng trong thời gian này, các giai điệu truyền thống lâu đời quy đinh trong Thánh lễ cũng được đặt ra. Truyền thống này bắt đầu từ giữa thế kỷ 14 với những chùm nhạc đơn lập hoặc theo cặp của Kyries, Glorias, ... Nhưng Machaut mới được coi là người soạn ra những khúc nhạc thánh lễ đầu tiên được cho là hoàn chỉnh. Âm nhạc thời kỳ Ars nova rất chú trọng đến các bè và sự phức tạp của nhịp điệu. Các quãng "thuận" là quãng năm và tám, trong khi quãng ba và sáu được coi là quãng nghịch. Sự nhảy quãng của nhiều hơn một quãng sáu trong các giọng đơn thường xuyên được sử dụng, dẫn tới việc sử dụng rất nhiều nhạc cụ trong biểu diễn, ít nhất là trong biểu diễn nhạc thế tục.
Các bản nhạc phổ viết tay của Pháp còn lại đến này gồm có Ivrea Codex và Apt Codex.
Để biết thêm về các nhà soạn nhạc Pháp giai đoạn hạ kỳ Trung cổ, có thể tìm hiểu về Jehan de Lescurel, Philippe de Vitry, Guillaume de Machaut, Borlet, Solage, và François Andrieu.

### Italia:Trecento
Hầu thế âm nhạc thời kỳ Ars nova đều có nguồn gốc từ Pháp; tuy nhiên thuật ngữ này thường được hiểu theo nghĩa rộng để chỉ toàn bộ âm nhạc phương Tây thế kỷ 14, đặc biệt là để bao hàm cả âm nhạc thế tục tại Ý. Ở đó, giai đoạn âm nhạc này thường được gọi là Trecento.
Âm nhạc Ý dường như luôn được biết đến bởi tính trữ tình và giàu giai điệu của nó, và điều này rất đúng với nền âm nhạc của đất nước này vào thế kỷ 14 ở rất nhiều khía cạnh. Nhạc thế tục Ý thời gian này (trong khi nhạc tôn giáo còn lại rất ít, cũng giống như tại Pháp, trừ phần ký âm có đôi chút khác biệt) thể hiện một phong cách được gọi là cantalina, với một giọng hát cao dày dặn được hỗ trợ bởi hai (hoặc thậm chí chỉ một; có khá nhiều tác phẩm nhạc Trecento của Ý chỉ dành cho hai giọng hát) giọng khác hát theo nhịp chậm và đều hơn. Cấu trúc này được sử dụng cả trong các thể loại nhạc thế tục phổ biến của Ý ở thế kỷ 15 và 16, và có ảnh hưởng lớn tới sự phát triển của cấu trúc trio sau ngày, cái tạo nên cuộc cách tân trong âm nhạc thế kỷ 17.
Có ba loại hình cho các tác phẩm nhạc thế tục thời Trecento. Một là madrigal, không giống madrigal của 150-250 năm trước, mà có hình thức giống khổ thơ/điệp khúc. Các khổ thơ ba dòng, mỗi khổ chứa những ca từ khác nhau, hoán đổi với hai dòng ritornello (tức đoạn nhạc cứ lặp đi lặp lại có chu kỳ trong suốt chiều dài tác phẩm), với cùng một phần ca từ ở mỗi một khổ. Có thể chúng ta sẽ thấy ảnh hưởng của nó trong ritornello của âm nhạc cuối thời kỳ Phục Hưng và thời kỳ Barốc trong đó cũng có những đoạn nhạc giống nhau lặp đi lặp lại tương phản với những phần khác hẳn nhau quanh nó. Một hình thức khác, caccia (hát đuổi) được viết cho hai giọng hát đối âm cùng lúc. Đôi khi, thể loại này cũng chứa ritornello có lúc được viết theo phong cách đối âm. Thông thường, tên của thể loại này được hiểu theo hai nghĩa, vì phần ca từ của caccia chủ yếu là về về săn bắn và liên quan tới những hoạt động ngoài trời, hoặc ít ra là những cảnh có đầy chất hành động. Thể loại chính thứ ba là ballata, nếu nhìn sơ qua sẽ thấy nét tương đồng với thể loại virelai của Pháp.
Các bản nhạc phổ Italia viết tay còn đến ngày nay bao gồm Squarcialupi Codex và Rossi Codex.
Có thể tìm hiểu các thêm về các nhà soạn nhạc thời trung cổ tại Ý như: Francesco Landini, Gherardello da Firenze, Andrea da Firenze, Lorenzo da Firenze, Giovanni da Firenze (tức Giovanni da Cascia), Bartolino da Padova, Jacopo da Bologna, Donato da Cascia, Lorenzo Masini, Niccolò da Perugia và Maestro Piero.

### Đức:Geisslerlieder
Thể loại Geisslerlieder được biểu diễn bởi các ban nhạc lang thang của những người hành xác, những người mong muốn xoa dịu nỗi uất hận của một vị Chúa giận dữ bằng những bản nhạc xám hối kết hợp với tự đày đoạ thân xác. Có hai giai đoạn hoạt động của thể loại Geisslerlieder: một là vào giữa thế kỷ 13, mà thật không may là không còn bất cứ một bản nhạc nào sống sót cho tới ngày nay (mặc dù rất nhiều ca từ của chúng vẫn được lưu truyền); và giai đoạn khác bắt đầu từ năm 1349, mà chúng ta vẫn lưu giữ được một kho tàng kha khá nhạc phổ và ca từ nhờ một mục sư, người đã viết về phong trào âm nhạc này và ghi chép lại nhạc phổ của nó. Giai đoạn thứ hai của Geisslerlieder tương đồng với thời gian dịch Cái chết Đen lan tràn ở châu Âu, và theo các tài liệu còn lưu lại, đây là một trong những thảm hoạ tồi tệ nhất lịch sử châu lục này. Cả hai giai đoạn hoạt động của loại hình nhạc Geisslerlieder đều diễn ra chủ yếu ở Đức.
Ngoài ra cũng có những tác phẩm nhạc phức âm có ảnh hưởng từ Pháp được viết tại một số vùng của nước Đức, nhưng chúng lại phần nào kém tinh tế hơn khuôn mẫu từ đó chúng bắt chước. Nói một cách công bằng đối với hầu hết các nhà soạn nhạc của các tác phẩm này, hầu hết những bản nhạc phổ sống sót tới ngày nay đều cho thấy chúng được sao chép với sự cực kỳ thiếu hiểu biết, và chứa đầy lỗi tới mức khiến cho việc đánh giá giá trị đích thực của âm nhạc giai đoạn này là điều bất khả thi.

### Chủ nghĩa kiểu cách vàArs subtilior

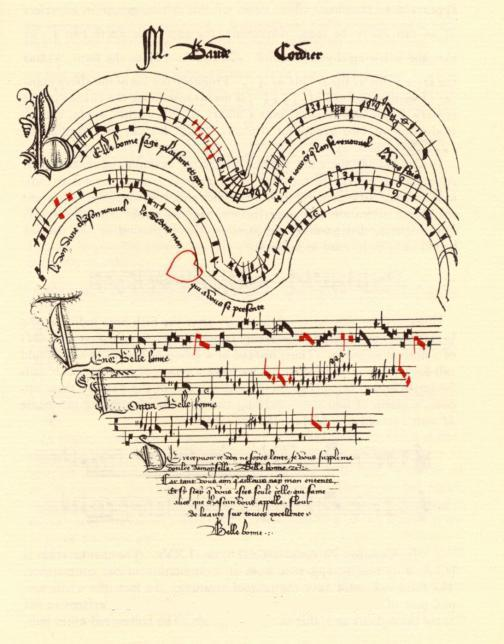
Nhạc phổ bản chanson "Belle, bonne, sage," của Baude Cordier từ The Chantilly Manuscript, Musée Condé 564. Đây là một trong những ví dụ tiêu biểu của âm nhạc thời kỳ ars subtilior, trong đó các nốt đỏ, hay "nốt màu" thể hiện sự thay đổi về giá trị độ dài thông thường của nốt đó. Bản nhạc viết về tình yêu giữa tiểu thư và lãnh chúa, được trình bày thành hình trái tim.

Như thường thấy ở mỗi thoái trào của một thời kỳ âm nhạc, giai đoạn kết thúc thời kỳ Trung cổ được dánh đấu bởi phong cách âm nhạc mang tính kiểu cách cao được biết đến với tên gọi Ars Subtilior. Theo nhiều hình thức, đây là một nỗ lực nhằm trộn lẫn hai phong cách âm nhạc Pháp và Ý. Âm nhạc thời kỳ này mang tính kiểu cách cao với sự phức tạp về nhịp điệu, cái mà không một thời kỳ âm nhạc nào có thể sánh kịp cho tới tận thế kỷ 20. Trên thực tế, không chỉ có rất ít tác phẩm trong suốt năm thế kỷ rưỡi sau đó sánh kịp độ phức tạp về nhip điệu của âm nhạc giai đoạn này, với việc sử dụng nhấn lệch âm cực đoan, phép đo nhịp vô cùng rắc rối, đặc biệt có thể thấy trong các tác phẩm nhạc aucenmusik (giống như nhạc phổ bản chanson của Baude Cordier được viết theo hình trái tim như trong hình bên), chất liệu âm nhạc thời kỳ này cũng rất phức tạp nhất là trong mối tương quan với cấu trúc nhịp điệu. Chúng ta đã bàn đến việc sử dụng isorhythm trong âm nhạc thời kỳ Ars nova, trên thực tế, isorhythm còn tiếp tục được phát triển đến cuối thế kỷ 14 và phải đến tận đầu thế kỷ 15 mới đạt được đến đỉnh cao về mức độ tinh vi. Thay vì sử dụng kỹ thuật isorhythm trong một hoặc hai giọng, hoặc hoán đổi nó giữa các giọng hát, một số tác phẩm thời kỳ này hoàn toàn sử dụng cấu trúc isorhythm tới mức thách thức cả các tác phẩm nhạc 12 âm của chủ nghĩa âm nhạc serialism của thế kỷ 20 về tính hệ thống trong việc sắp xếp nhịp điệu và các yếu tố bè giọng. Thuật ngữ "chủ nghĩa kiểu cách" được cách học giả thời kỳ sau này sử dụng để thể mô tả tính nghệ thuật vị nghệ thuật dẫn tới căn bệnh hình thức mà một số tác giả bị nhiễm của thời kỳ Ars subtilior.
Một trong những nguồn tư liệu còn đến nay về các tác phẩm chanson thời kỳ Ars subtilior là Chantilly Codex.
Có thể tìm hiểu các thêm về các nhà soạn nhạc viết theo phong cách Ars subtilior như: Anthonello de Caserta, Philippus de Caserta (tức Philipoctus de Caserta), Johannes Ciconia, Matteo da Perugia, Lorenzo da Firenze, Grimace, Jacob Senleches, và Baude Cordier.

### Quá độ lên thời kỳ Phục Hưng
Việc phận định ranh giới giữa sự kết thúc thời kỳ Trung cổ và bắt đầu thời kỳ Phục Hưng trong âm nhạc, như đã nói, là một điều vô cùng khó khăn. Trong khi âm nhạc của thế kỷ 14 rõ ràng thuộc về thời kỳ Trung cổ thì âm nhạc đầu thế kỷ 15 được cho là thuộc về thời kỳ chuyển đổi giữa hai nền âm nhạc. Nó không chỉ duy trì một số tiêu chuẩn của âm nhạc thời Trung cổ (như cách thức viết phức điệu trong đó có sự khác biệt lớn giữa các phần trong một bản nhạc về tính chất, vì mỗi phần lại có chức năng cấu trúc riêng), mà còn thể hiện cả những đặc điểm thuộc về âm nhạc thời kỳ Phục Hưng (chẳng hạn sự phát triển phong cách mang tính quốc tế nhờ sự truyền bá của các nhạc sĩ Franco-Flernish ra toàn châu Âu, và về kết cấu và viêc tăng cường tính cân bằng của các phần).
Các nhà nhạc sử học không thống nhất với nhau về thời điểm bắt đầu của âm nhạc Phục hưng nhưng hầu hết lại đồng ý xã hội Anh vẫn là một xã hội trung cổ cho đến đầu thế kỷ 15. Dù vẫn chưa cho sự động thuận, năm 1400 được sử dụng như một mốc đánh dấu vì nó nằm trong khoảng thời gian chủ nghĩa Phục Hưng phát triển chín muồi ở Ý.
Sự gia tăng mức độ sử dụng quãng ba như một phụ âm là một trong những đặc tính nổi bật nhất của quá trình chuyển giao sang thời kỳ Phục Hưng. Nhạc phức điệu, bắt đầu sử dụng từ thế kỷ 12, được chau truốt hơn với những tiếng nói độc lập cao trong suốt thể kỷ 14. Với John Dunstable và các nhà soạn nhạc Anh khác, một phần thông qua kỹ thuật faburden của địa phương (quá trình ứng tác trong đó một bè thánh ca và phần chính của bản nhạc được viết ở các quãng sáu song song phía trên và được phụ hoạ thêm bởi một giọng hát ở các quãng bốn đủ thấp hơn phần sau cùng, sau này được biết đến trên khắp trên khắp lục địa như "fauxbordon"), sự xuất hiện của quãng ba là một bước phát triển quan trọng trong âm nhạc, vì nhờ có "phụ âm Anh" (Contenance Angloise) này, các nhà soạn nhạc Anh thường được gọi là những nhạc sĩ đầu tiên ít lập dị hơn và không thích lên lớp công chúng. Các xu hướng nhạc kiểu Anh theo cách hiểu này trở nên chính muồi và bắt đầu ảnh hưởng tới các nhà soạn nhạc trên toàn châu lục ngay đầu những năm 1420, như có thể thấy trong các tách phẩm của Dufay, một trong những nhà soạn nhạc trẻ đương thời. Trong khi cuộc chiến tranh Trăm năm vẫn còn tiếp diễn, giới quý tộc, quân đội Anh cùng nhà thờ và tuỳ tùng chạy sang Pháp và biểu diễn âm nhạc của họ tại đây; tất nhiên chúng ta cũng cần nhớ rằng nước Anh đang nắm quyền thống trị một số bộ phận miền Bắc nước Pháp thời bấy giờ.
Các bản nhạc phổ Anh thời kỳ này còn lại đến nay bao gồm Worcester Fragments, Old St. Andrews Music Book, Old Hall Manuscript, và Egerton Manuscript.
Để biết thêm thông tin về các nhà soạn nhạc góp phần vào thời kỳ quá độ nhạc trung cổ sang nhạc Phục hưng có thể tìm hiểu thêm về Zacara da Teramo, Paolo da Firenze, Giovanni Mazzuoli, Antonio da Cividale, Antonius Romanus, Bartolomeo da Bologna, Roy Henry, Arnold de Lantins, Leonel Power, và John Dunstaple.

## Học tập và đào tạo
Schola Cantorum Basiliensis là đại học âm nhạc cổ ở Basel, Thụy Sĩ chỉ cung cấp các khoá đào tạo thực hành âm nhạc toàn thời gian trong thời kỳ Trung Cổ. Trong khi Học viện Burg Fürstenceck của Đức cung cấp khoá đạo tạo 2 năm cho các nhạc sĩ. Chuyên gia nổi tiếng thời gian này là Kees Boeke đã hợp tác thành lập Trường nhạc Master of Music- Musik des Mittelalters und des Renaissance cho cả ca sĩ và nghệ sĩ chơi nhạc cụ tại Staatliche Hochschule für Musik Trossingen, cũng thuộc nước Đức.

## Ảnh hưởng tới nhạc đương đại
Ảnh hưởng của nhạc trung đại có thể thấy rõ ở âm nhạc cổ điển phương Tây (chẳng hạn như các tác phẩm của Johannes Brahms). Nó cũng ảnh hưởng tới nhạc Rock cổ điển từ năm 1950 tới 1970, có thể thấy trong các tác phẩm The House of the Rising Sun (vốn là một bản dân ca của Mỹ được thu âm thành công bởi ban nhạc The Animals vào năm 1964) và Stay Away, Joe (ca khúc của Sid Wayne và Ben Weisman sử dụng trong bộ phim cùng tên năm 1968). Tại Berlin, năm 1989, sự kết hợp của âm nhạc trung cổ và heavy metal đã hình thành lên ban nhạc Corvus Corax, với phong cách âm nhạc được gọi là "Mittelalter metal", hoặc Rock Trung cổ, được mô tả như một sự kết hợp giữa cái cũ và cái mới, và được kế thừa bởi In Extremo, Subway to Sally, Morgenstern và nhiều nghệ sĩ khác. Léonin và Pérotin có ảnh hưởng trực tiếp tới các nhạc sĩ của thể loại nhạc tối thiểu như Steve Reich và La Monte Young.

### Trích dẫn
1. ↑  Encyclopædia Britannica 2009
2. 1 2  Kartomi 1990, tr. 124
3. ↑  Arkenberg 2002
4. ↑  Hoppin, tr. 256
5. ↑  Hoppin, tr. 57
6. ↑  Vanderbilt University Online Reference Book for Medieval Studies
7. ↑  Hoppin, tr. 189
8. ↑  Yudkin, tr. 382, 391
9. ↑  Yudkin, tr. 529
10. ↑  Yudkin pg 523
11. ↑  The Development of Western Music
12. ↑  Hoppin (1978) tr. 57.
13. ↑  Seay (1965), tr. 40.
14. 1 2  Seay (1965), tr. 41.
15. ↑  Hoppin (1978), tr. 57.
16. 1 2  Parrish (1957). tr. 4.
17. ↑  Parrish, tr. 4
18. 1 2  Hoppin (1978), tr. 58.
19. ↑  Parrish (1957), tr. 5.
20. ↑  Hoppin (1978), các trang 59-60.
21. ↑  Hoppin (1978), tr. 60.
22. 1 2  Hoppin (1978), tr. 89.
23. ↑  Christensen (2002), tr. 628.
24. ↑  Christensen (2002), các trang 629-30.
25. ↑  Ultan (1977), tr. 10.
26. ↑  Christensen (2002), tr. 632.
27. ↑  Yudkin (1989), tr. 458.
28. ↑  Caldwell (1978), p. 160.
29. ↑  Christensen, tr. 635
30. ↑  Hoppin (1978), các trang 354-5.
31. ↑  Ultan (1977), các trang 62-3.
32. ↑  Hoppin (1978), tr. 355.
33. ↑  Seay (1965), tr. 131.
34. ↑  Christensen (2002), tr. 635.
35. ↑  Hoppin, tr. 472
36. ↑  McKinnon (1990), tr. 237.
37. ↑  Hoppin (1978), tr. 187.
38. 1 2 3 4  Christensen (2002), tr. 480.
39. 1 2  Ultan (1977), tr. 52.
40. ↑  Ultan (1977), tr. 53.
41. ↑  Ultan (1977), tr. 55.
42. ↑  Ultan (1977), tr. 58.
43. 1 2  Seay (1965), tr. 32.
44. 1 2  Seay (1965), tr. 33.
45. ↑  Ultan (1977), tr. 25.
46. ↑  Hoppin (1977), tr. 64.
47. ↑  Christensen (2002), tr. 311.
48. ↑  Hoppin (1978), tr. 66.
49. ↑  Seay (1965), tr. 34.
50. ↑  Christensen (2002), tr. 310.
51. ↑  Goliard songs. Encyclopædia Britannica
52. ↑  "History of Music at Notre-Dame de Paris (bằng tiếng Pháp)". Bản gốc lưu trữ ngày 6 tháng 9 năm 2011. Truy cập ngày 19 tháng 5 năm 2013.
53. ↑  "organum". thefreedictionary.com. Truy cập ngày 19 tháng 5 năm 2013.
54. ↑  "Ars Antiqua". Encyclopædia Britannica. Truy cập ngày 19 tháng 5 năm 2013.
55. ↑  Paul Erickson, Raymond Frederick (1970). Rhythmic Problems and Melodic Structure in Organum Purum: A Computer-assisted Study. Yale. tr. 172.
56. ↑  Frisell, Anthony (2007). The Tenor Voice: A Personal Guide to Acquiring a Superior Singing Technique. Branden Books. tr. 23. ISBN 9780828321839.
57. ↑  Tischler, Hans (1978). The Montpellier Codex. A-R Editions. tr. 34.
58. ↑  Judith Tick. "Women in music, §II: Western classical traditions in Europe & the USA 2. 500–1500.", Grove Music Online, ed. L. Macy (accessed ngày 5 tháng 2 năm 2006), grovemusic.com Lưu trữ ngày 16 tháng 5 năm 2008 tại Wayback Machine (subscription access).
59. ↑  Taruskin, Richard (2009). Music from the Earliest Notations to the Sixteenth Century: The Oxford History of Western Music. Oxford University Press. tr. 143. ISBN 9780199796045.
60. ↑  John Luther Adams, End of the earth Lưu trữ ngày 9 tháng 8 năm 2011 tại Wayback Machine
61. ↑  Dr. Michael Delahoyde,Minimalism, Washington State University